# 史堤芬·貝格曉斯
史堤芬·貝格曉斯（荷蘭語：Steven Berghuis，發音：[ˈsteɪ̯.və(n) ˈbɛr.ɣœy̆s]；1991年12月19日—）是一名荷蘭的職業足球員，場上司職翼鋒，出身川迪，其後轉投阿爾克馬爾，現效力於荷兰足球甲级联赛球會阿積士，荷蘭國家足球隊成員。

## 俱樂部生涯
2021年7月，在效力荷甲球隊飛燕諾五年後，擔任隊長的貝格曉斯獲得死敵阿積士的邀約，考量到對獲得冠軍以及參加歐冠盃的渴望，貝格曉斯轉投阿積士，成為18年來第一位加盟死敵的飛燕諾球員。

## 國家隊生涯
2021年3月27日，史堤芬在2022年世界盃外圍賽對陣拉脫維亞的比賽踢進了自己的第一個國際進球，幫助荷蘭隊以2-0獲得勝利。
2022年11月，史堤芬獲选入2022年世界盃荷蘭的最終26人名單。

## 榮譽

### 俱樂部
- 阿賈克斯
  - 荷甲冠軍: 2021-22

## 軼事

### 攻擊球迷事件
2023年5月28日，在阿賈克斯作客屯特的比賽後，在球員陸續登上球隊巴士期間，貝格曉斯被拍攝到揮拳攻擊一名屯特球迷，原因是球迷在言語上種族歧視阿賈克斯球員布萊恩·布羅比。

## 外部連結
- Voetbal International profile（页面存档备份，存于） （荷兰文）
- Soccerway資料庫：史堤芬·貝格曉斯